# Mohammad Ali Fardin
Mohammad Ali Fardin (* 7. April 1930 in Teheran; † 6. April 2000 ebenda; persisch محمدعلی فردین) war ein iranischer Freistilringer und Schauspieler.

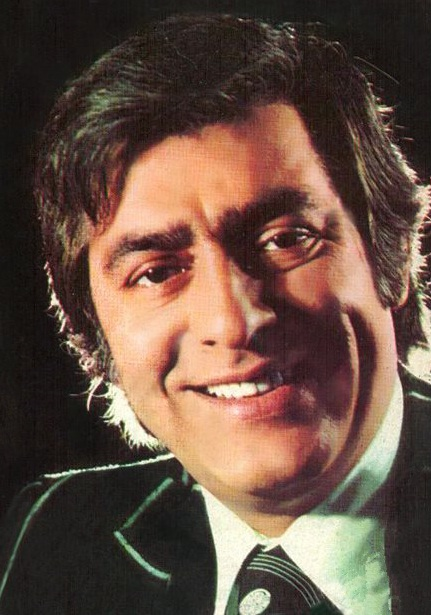
Mohammad Ali Fardin

## Werdegang
Mohammand Ali Fardin begann als Jugendlicher in Teheran mit dem Ringen. Er entwickelte sich zu einem starken Freistilringer. 1954 kam er erstmals bei der Weltmeisterschaft in Tokio im Weltergewicht zum Einsatz. Er gewann dort nach guten Leistungen mit vier Siegen die Silbermedaille. Im Finale unterlag er dabei gegen Wachtang Balawadse aus der UdSSR.
In der Qualifikation für die Olympischen Spiele 1956 unterlag er gegen Nabi Sorouri und konnte deshalb in Melbourne nicht an den Start gehen. 1957 schaffte er aber wieder den Sprung in die iranische Ringernationalmannschaft, die bei der Weltmeisterschaft in Istanbul an den Start ging. Im Weltergewicht gewann Fardin einen Kampf, rang einmal Unentschieden und unterlag gegen İsmail Ogan aus der Türkei und erneut gegen Wachtang Balawadse und landete auf dem 4. Platz.
Nach seiner Zeit als aktiver Ringer machte Mohammad Ali Fardin im Iran als Filmschauspieler Karriere. Dabei spielte er in unzähligen Filmen als "King of Hearts" den unwiderstehlichen Herzensbrecher. Nach der islamischen Revolution fiel Mohammad Ali Fardin bei den neuen Machthabern in Ungnade und konnte keinen einzigen Film mehr drehen. Er eröffnete daraufhin in Teheran eine Bäckerei, mit der er seinen Lebensunterhalt verdiente.
Dass er von seinen vielen Fans nicht vergessen war, zeigte sich bei seinem Begräbnis im Jahr 2000 in Teheran, als ihm über 50.000 Trauernde das letzte Geleit gaben.

## Internationale Erfolge
(WM = Weltmeisterschaft, F = freier Stil, We = Weltergewicht, damals bis 73 kg Körpergewicht)
- 1954, 2. Platz, WM in Tokio, F, We, mit Siegen über Gonzalo Esquidero, Philippinen, Alberto Longarela, Argentinien, Yutaka Kaneko, Japan u. Per Berlin, Schweden und Niederlagen gegen James Joy Holt, USA u. Wachtang Balawadse, UdSSR;

- 1957, 4. Platz, WM in Istanbul, F, We, mit einem Sieg über Erich Kunz, Schweiz, einem Unentschieden gegen Murtaza Murtazow, Bulgarien u. Niederlagen gegen İsmail Ogan, Türkei u. Wachtang Balawadse

### Filmografie
- 1959: (Die Zwillinge) دوقلوها
- 1959: (Der Jungbrunnen) چشمه آب حیات
- 1960: (Eine glänzende Zukunft) فردا روشن است
- 1961: (Der Schrei der Mitternacht) فریاد نیمه شب
- 1961: (Der Schrei eines Mädchens) دختری فریاد می‌کشد
- 1961: (Die glückliche Witwen) بیوه‌های خندان
- 1962: (Die hungrige Wölfe) گرگ‌های گرسنه
- 1962: (Das weiße Gold) طلای سفید
- 1962: (Brachland) زمین تلخ
- 1963: (Warten am Strand) ساحل انتظار
- 1963: (Die Frauen sind Engel) زن‌ها فرشته‌اند
- 1964: (Den Fluss entlang) مسیر رودخانه
- 1964: (Das goldene Dorf) دهکده طلایی
- 1964: (Die Hölle unter meinem Fuss) جهنم زیر پای من
- 1964: (Die ländliche Lieder) ترانه‌های روستائی
- 1964: (Die Menschen) انسان‌ها
- 1964: (Der Herr des 20 Jahrhunderts) آقای قرن بیستم
- 1965: (Die Blondine unserer Stadt) مو طلایی شهر ما
- 1965: (Der Krösus) گنج قارون
- 1965: (Der Held der Helden) قهرمان قهرمانان
- 1965: (Liebe & Rache) عشق و انتقام